# Fredrik Rosenquist
Fredrik Rosenquist af Åkershult, född 6 augusti 1805 Västanå slott i Gränna landsförsamling, Jönköpings län, död 4 augusti 1872 i Katarina församling, Stockholms stad, var en svensk löjtnant som slutade sin militära bana och började brygga öl. Rosenquist är känd för att ha introducerat underjäst öl i Sverige år 1843.

## Biografi
Sverige hade på 1840-talet en öldrickande prinsessa Josefina av Leuchtenberg, Oscar I:s gemål. Hon hade bott i Bayern som barn och hon tyckte inte om det svenska ölet som bryggdes på den tiden. Genom den svenske ölhandelspionjären Fredrik Rosenquist fick Josefina ständiga leveranser öl från Bayern och snart spred sig nyheterna om hennes öldrickande i staden. Rosenquist beslutade att brygga det bayerska ölet i Stockholm.
Själv hade Rosenquist ingen bryggarutbildning, varför han anställde en bayersk bryggare, Franz Adam Bechmann och grundade Tyska Bryggeriet, där det nya underjästa, bayerska ölet började tillverkas 1843 enligt moderna metoder. Initiativet kom helt från Rosenquist som reste till Bayern i syfte att engagera en erfaren och namnkunnig bryggmästare. Det huvudsakliga arbetet med att bygga om bryggeriet för den nya produktionen samt igångsättandet av tillverkningen genomfördes av Franz Bechmann.
Framgången som Tyska Bryggeriet hade i Stockholm inspirerade en annan tysk invandrare, Friedrich Neumüller att börja med bryggning av bayersk öl. Han köpte Per Hentzings gamla bryggeri vid dagens Åsögatan på Södermalm och grundade 1853 Neumüllers Bryggeri. Till bryggmästare hämtade han Franz Bechmanns bror, Georg Bechmann.
I mitten av 1850-talet uppstod osämja mellan Franz Bechmann och Fredrik Rosenquist. Bechmann drog sig då ur Tyska bryggeriet och grundade istället ett eget bryggeri vid Stora Badstugatan (nuvarande Sveavägen). Georg Bechmann valde då att sluta hos Neumüller och tog anställning hos brodern.
Han var riksdagsledamot för borgarståndet i Stockholm vid riksdagen 1859–1860.